# Lincoln Lewis
Lincoln Lewis est un acteur australien né le 24 octobre 1987 à Brisbane.

## Vie privée
De 2003 à 2004, il est sorti avec l'actrice Eliza Taylor-Cotter

## Filmographie sélective

### Cinéma
- 2010 : Demain, quand la guerre a commencé (Tomorrow, When the War Began) de Stuart Beattie : Kevin Holmes
- 2011 : 33 Postcards de Pauline Chan : Carl
- 2012 : Shark  de Kimble Rendall : Kyle
- 2013 : After Earth de M. Night Shyamalan : Bo
- 2021 : The Possessed : Liam
- 2024 : Land of Bad de William Eubank

### Télévision
- 2007-2011 : Summer Bay : Geoff Campbell
- 2011 : Underbelly : Bruce Higgs (3 épisodes)
- 2011 : Slide : Dylan (4 épisodes)
- 2012 : Les Voisins : Dominic Emmerson (4 épisodes)
- 2012 : Tricky Business : Chad Henderson